# CW 7–9, CSM 29
Die vier normalspurigen Tenderlokomotiven CW 7–9, CSM 29 waren Dampflokomotiven für den Privatbahnbetrieb und wurden von Hanomag in der Zeit von 1911 bis 1925 für die Kleinbahn Celle–Wittingen (CW) in drei Exemplaren und für die Kleinbahn Celle–Soltau–Munster (CSM) in einem Exemplar gebaut. Die Lokomotiven wurden nach dem Zweiten Weltkrieg von den Osthannoverschen Eisenbahnen übernommen und erhielten dort die Bezeichnungen 89 126–128 (von CW) sowie 89 135 (von CSM).
Die Lokomotiven wurden bis 1963 eingesetzt und anschließend verschrottet.

## Geschichte und Einsatz

### Kleinbahn Celle–Wittingen
Die ersten beiden Lokomotiven für die Kleinbahn wurden 1911 und 1912 beschafft und als CW 7 und 8 bezeichnet. Hatte die Gesellschaft vorher Lokomotiven hauptsächlich nach der Preußischen T 3 beschafft, so erhielt sie nun von Hanomag eine überarbeitete Konstruktion. Die CW 8 war ursprünglich für die Stichbahn von Beedenbostel nach Habighorst bestimmt.:35 1925 erwarb die Kleinbahn eine weitere Lokomotive, die die Bezeichnung CW 9 erhielt und in den technischen Daten etwas verändert war.

### Kleinbahn Celle–Soltau–Munster
Nach Lokomotiven der Bauart T 3 und Konstruktionen von Borsig wurde 1923 von Hanomag eine Lokomotive gekauft, die zusammen mit der CW 9 beschafft wurde und den Hanomag-Lokomotiven der Kleinbahn Celle–Wittingen sehr ähnlich waren.:19 Hauptsächlich waren die Lokomotiven im leichten Reise- und Güterzugdienst und im Rangierdienst eingesetzt.

### Osthannoversche Eisenbahnen
Alle Lokomotiven wurden nach dem Zweiten Weltkrieg von den Osthannoverschen Eisenbahnen übernommen und als 89 126–127 (CW 7–8), 89 128 (CW 9) und 89 135 (CSM 29) bezeichnet. Die 89 127 wurde als erste 1956 an eine Werkbahn in Lübeck verkauft, wo sich ihre Spur verliert, die 89 126 wurde 1960 ausgemustert. Die letztbeschaffte Lokomotive der Kleinbahn Celle–Wittingen, die 89 128 wurde 1963 ausgemustert.:36
Die Lokomotive 89 135 von der ehemaligen Kleinbahn Celle–Soltau–Munster war die letzte ehemalige OHE-Dampflok im Einsatz. 1962 wurde sie an eine Werkbahn in Triangel bei Gifhorn verkauft. Dort stand die Lok noch 1966 im Einsatz. Erst 1969 wurde die Lok dort abgestellt und verschrottet.:19

## Konstruktion
Die Lokomotiven hatten einen Kohlenkasten hinter dem Führerhaus und besaßen eine massive Halterung der Rauchkammer. Die robusten Fahrzeuge hatten einen Blechrahmen in Nietkonstruktion, der als Wasserkastenrahmen diente. Die Federn der ersten beiden Achsen und die Ausgleichshebel waren oberhalb der Rahmenwangen angeordnet. Treibradsatz war der zweite Radsatz. Die Heusinger-Steuerung wurde durch Flachschieber gesteuert. Der Kreuzkopf wurde bei den ersten beiden Loks zweischienig, bei den Loks nach 1920 einschienig auf der Gleitbahn geführt.:34
Der Kessel bestand aus zwei Schüssen. Die Kesselaufbauten waren unterschiedlich; bei der Lieferung von 1911/12 saß auf dem ersten Kesselschuss der Sandkasten und auf dem zweiten der Dampfdom mit Ventilregler.:35 Bei den Lieferungen nach 1920 war es umgekehrt, zudem wurde der Sandkasten vergrößert. Gespeist wurde der Kessel von zwei Strahlpumpen. Vor dem Führerhaus auf dem Stehkessel waren die Sicherheitsventile der Bauart Ramsbotton untergebracht.
Die Lokomotiven besaßen indirekten Bremsen von Knorr sowie eine Wurfhebelbremse. Die Abbremsung der Radsätze erfolgte einseitig von vorn. Der Sandstreuer war handbetätigt und sandete den Treibradsatz von vorn und hinten. Auf dem Langkessel war das Läutewerk Bauart Latowski untergebracht, die Dampfpfeife saß auf dem Führerhaus. Ursprünglich hatten die Lokomotiven Petroleumbeleuchtung, bei den OHE erhielten sie eine elektrische Beleuchtung mit einem Turbogenerator. Dieser hatte seinen Platz neben dem Schornstein an der Rauchkammer.